# 村治奏一
村治 奏一（むらじ そういち、1982年〈昭和57年〉7月14日 - ）は、日本のクラシックギタリスト。東京都出身。同じくギタリストの村治佳織は実姉。2012年、地元台東区より「たいとう観光大使」に任命。

## 来歴

### アメリカ留学まで（1982年 - 1999年）
ギター教室を営む父・村治昇の手ほどきで3歳からクラシック・ギターを始める。実姉で同じくギタリストの村治佳織が師事していた福田進一の指導を経て、小学高学年より鈴木大介に師事。アメリカ留学までの6年間鈴木の元で研鑽を積む。1997年（中3）クラシカル・ギター・コンクール、1998年（高1）スペイン・ギター音楽コンクール、第41回東京国際ギター・コンクールでも優勝。1999年（高2）夏、アメリカ・ボストン郊外の総合芸術高校Walnut Hill Schoolに単身留学。

### 留学時代

#### Walnut Hill School（1999年 - 2003年）
全寮制のWalnut Hill Schoolには音楽メジャーのみならず、クラシックバレエメジャー、シアターメジャー、アートメジャー他様々なジャンルの学生達が世界各国から集まっていたが、クラシックギターの留学生は他におらず、留学前までのギターに囲まれた生活とは一変した。同高校では午前中に一般科目（英語、数学、化学、世界史等）のクラス、午後からは各メジャーの専門的なクラスを受講するシステムを取り入れており、対位法から音楽理論、音楽史、合唱、室内楽また作曲法に至るまで様々なクラスを受講することができた。作曲メジャーの生徒と楽曲制作の段階から密にやりとりを重ね新しいギター曲を仕上げたり、バレエメジャーのダンスとギター演奏の共演が行われたりと、異なるメジャー間でのコラボレーションも頻繁に行われた。カリキュラムの一環として、老人ホームをはじめ地域の様々な施設での訪問コンサートも経験することができた。

#### Manhattan School of Music（2003年 - 2008年）
2003年9月、ニューヨークの音楽大学・Manhattan School of Musicへ進学。同年、ビクターエンタテインメントよりデビューアルバム『シャコンヌ』をリリース（レコード芸術誌特選版に選出）。これを皮切りに、音大での勉強と並行しつつアルバムの準備をし、春休みにレコーディング、夏休みにリリースとコンサートツアーを国内で行うという二重生活を卒業まで継続する。2008年5月、マンハッタン音楽院を卒業。2012年に完全帰国し国内を中心に様々な活動を展開している。

## 主な出演コンサート（2022年）
| 12月10日 | 北海道_中富良野町「村治奏一ギターリサイタル」 |
| 11月30日 | ミュージックシェアリング主催訪問公演（慈恵療育会相模原療育園） |
| 11月中   | 新イタリア合奏団＆村治奏一 ヴィヴァルディ「四季」ツアー - 兵庫県立芸術文化センター大ホール（11月12日） - 紀尾井ホール（11月9日） - 武蔵野市民文化会館大ホール（11月7日） - 所沢ミューズ大ホール（11月5日） - 福岡シンフォニーホール（10月31日） |
| 10月2日  | 神奈川県_横浜市緑区民文化センター「村治奏一ギターリサイタル」～ギターで綴る映画と愛～ |
| 10月中   | オペラ「ファルスタッフ」（東京フィルハーモニー交響楽団, チョンミョンフン指揮) - Bunkamuraオーチャードホール（10月23日） - 東京オペラシティコンサートホール（10月21日） - サントリーホール（10月20日）                                           |
| 10月12日 | ミュージックシェアリング主催訪問公演（国立病院機構米沢病院） |
| 9月1日   | 山形県_遊佐町生涯学習センターホール「夢の饗宴」*共演：漆原啓子 (バイオリン), 向山佳絵子 (チェロ) |
| 8月27日  | 北海道_江別市えぽあホール「村治奏一ギターリサイタル」 |
| 7月31日  | 大阪府_堺市立栂文化会館「鈴木大介＆村治奏一ギター・デュオコンサート」 |
| 7月26日  | 東京都_サントリーホール「読売日本交響楽団名曲シリーズ」 |
| 4月9日   | 兵庫県_伊丹市立文化会館 大ホール「村治佳織＆村治奏一 ギター・デュオコンサート」 |
| 3月20日  | 埼玉県_県立近代美術館「村治奏一 ギターリサイタル」 *開館４０周年記念コンサート |
| 3月10日  | 東京都_狛江市立西河原公民館「村治奏一・ギターリサイタル」 |
| 1月21日  | 愛知県_豊田市コンサートホール「ギタリストたちの饗宴」*饗宴：福田進一, 鈴木大介, 大萩康司 |

## ディスコグラフィー
| 発売年 | タイトル                       | レーベル                   |
| ------ | ------------------------------ | -------------------------- |
| 2003年 | シャコンヌ                     | ビクターエンタテインメント |
| 2004年 | フォーコ                       | ビクターエンタテインメント |
| 2005年 | ニューヨーク・スケッチ         | ビクターエンタテインメント |
| 2006年 | アメリカ                       | ビクターエンタテインメント |
| 2007年 | 村治奏一 ベスト・コレクション  | ビクターエンタテインメント |
| 2008年 | 夢                             | ビクターエンタテインメント |
| 2011年 | 虹／翼をください／コダマスケッ | VillaSuミュージック        |
| 2013年 | 玉響／TAMAYURA                 | VillaSuミュージック        |
| 2014年 | SPARKS                         | キングレコード             |
| 2015年 | コラージュ・デ・アランフェス   | キングレコード             |
| 2016年 | オフ・ザ・レコード             | テレビマンユニオン         |
| 2018年 | TONES 2019                     | Spotify, Apple music       |

## メディア出演

### テレビ・ラジオ・映画（劇伴）
| 2022/12/3  | BSテレビ東京「おんがく交差点」司会：春風亭小朝, 大谷康子（バイオリン）                          |
| 2022/10/16 | FM福岡「名曲クラシックス」司会：こはまもとこ                                                    |
| 2022/8/27  | BS日テレ「読響プレミア」*再放送                                                                 |
| 2022/8/18  | 日本テレビ「読響プレミア」村治奏一 アランフェス協奏曲 *読売日本交響楽団, アレホ・ペレス（指揮） |
| 2022/3/20  | BLUE-RADIO東京「林田直樹のカフェ・フィガロ」                                                    |
| 2022/2/11  | NHK-BSプレミアム「クラシック倶楽部」〜村治佳織・村治奏一 ギターデュオ リサイタル〜              |
| 2022/1/13  | Netflixドラマ「新聞記者」                                                                       |

#### 過去の主な出演
| 2021.11    | テレビ朝日「題名のない音楽会」                                          |
| 2019.4     | NHK-FM「ベスト オブ クラシック」                                        |
| 2019.1     | NHK-BS「クラシック倶楽部」〜藤倉大 個展〜                               |
| 2018.2     | テレビ朝日「徹子の部屋」                                                |
| 2017.10    | 映画『あゝ、荒野』（監督:岸善幸/主演:菅田将暉）※劇伴参加                |
| 2017.1     | Cross FM「青山繁晴のOn the road」                                       |
| 2014.11    | 映画『トワイライト ささらさや』（監督:深川栄洋/主演:新垣結衣）※劇伴参加 |
| 2011.8     | 映画『一枚のハガキ』（監督:新藤兼人/主演:大竹しのぶ）※劇伴参加          |
| 2010.9.21  | NHK総合「スタジオパークからこんにちは」                                 |
| 2009.2.8   | MITSUBISHI JISHO Classy Café                                            |
| 2007.12.17 | NHK総合「英語でしゃべらナイト」                                         |
| 2007.12.16 | NHK総合「J-MELO」                                                       |
| 2005.9.26  | NHK教育「トップランナー」                                               |

### ネット記事・その他
- 立教大学 講義「音の思想II」※ゲスト講師として登壇
- GIGAZINE（2014年02月28日「クリエイターとファンの未来の姿は？クラウドファンディングで好きなことをメシの種にできるのか？などをプロギタリスト村治奏一に思い切って聞いてみました」）
- GIGAZINE（2010年06月29日「これがギター1本でメシを食ってきた男の生き様、プロギタリスト・村治奏一にインタビュー」）

### ミュージック・ビデオ
- SOUR『日々の音色』（2009年）

### SNS
- Twitter
- Facebookページ
- Instagram